# Zombiez
Zombiez ist eine fünfköpfige Rapgruppe aus Deutschland, die dem Genre Horrorcore zuzuordnen ist.

## Bandgeschichte
Die hannoverschen Rapper G-Ko und MXP traten als Duo D&D (Dick & Doof) an und veröffentlichten 2017 das Album Hirnschaden & Kanone über Psaiko Music, bei dem sie mit MC Basstard auf dem Track Kreaturen kollaborierten. Die Idee einer weiteren Zusammenarbeit entstand im Anschluss. Der Formation schlossen sich dann Tamas, der vorher als Crossover-Künstler aktiv war, und der DJ KVSV (sprich: Kasa) an. Die Gruppe gab sich den Namen Zombiez und tritt in der Öffentlichkeit maskiert in Erscheinung. Diese Masken sind Spezialanfertigungen, die der US-amerikanische Maskenkünstler Mike Skaggs nach Vorlage von Steve Bielke umsetzte. Die Musiker änderten ihre Pseudonyme, aus Basstard wurde Purple Z, aus Tamas Zombie Whytte, G-Ko wurde zu Zombie Red, MXP tritt nun als Zombie Black und KVSV als Zombie Gr€¥ auf.
Ende Juni 2017 erschien mit T.O.T die erste Single. Außerdem trat die Band als Vorgruppe für das US-amerikanische Horrorcore Duo $uicideboy$ auf. Es folgten weitere Videos und Impressionen aus dem Backstage.
Am 1. Juni 2018 erschien das Debütalbum Gott ist tot, in der dazugehörigen Box befand sich die Runen #1 - EP. Das Album erreichte Platz 35 der deutschen Charts. 2019 folgte die Doppel-EP Schande, welche beim Kauf der limitierten Box zusätzlich die EP Rotten Goat beinhaltete.
Am 4. August 2019 gaben die Zombiez über Social Media bekannt, dass Purple Z nicht länger Teil der Band ist. Als Begründung wurde angegeben, dass er „erleuchtet“ wurde und dass weitere Details nicht veröffentlicht werden. Die Band wird aber zu viert weiter an Musik arbeiten.
Am 1. April 2021 erschien das Album Zatan lebt! Es erreichte in den deutschen Albumcharts Platz 7. Es war bisher das erfolgreichste Album von Zombiez.
Purple Z ist am 8. September im ersten Musikvideo „Gehenna“ des neuen Albums „Katharziz“ zu sehen / hören, dies bestätigte die Vermutung Purple Z sei wieder Teil der Gruppe.

## Musik
Musikalisch ist die Gruppe dem Rapgenre Horrorcore zuzuordnen. Die Musik bezieht dabei Einflüsse aus dem Dark Trap und verwendet Doubletime-Passagen. Im Gegensatz zu einem Gros des Genres werden nicht nur Horrorthemen und Splattertexte verwandt, sondern auch ein Fokus auf politische Aussagen gelegt.

## Diskografie
Alben
| Titel              | Jahr | Kommentar |
| ------------------ | ---- | --------- |
| Gott ist tot       | 2018 | SDE001CD  |
| Zatan lebt!        | 2021 |           |
| Katharziz          | 2023 |           |
| Schande (Buch 3+4) | 2024 |           |

| Titel       | Jahr | Kommentar                                               |
| ----------- | ---- | ------------------------------------------------------- |
| Runen #1    | 2018 | Bonus EP der Gott ist tot Box                           |
| Ghulphonk   | 2018 | Bonus Beat EP von Zombie Grey der Gott ist tot Box      |
| Schande     | 2019 | (Doppel-EP, aufgeteilt in Buch 1 und Buch 2) // ZOM0017 |
| Rotten Goat | 2019 | Bonus EP der Schande Box // SDE002CD                    |
| X-Humare    | 2020 |                                                         |
| Runen II    | 2021 | Bonus EP der Zatan lebt! Box                            |

Singles
- 2017: T.O.T.
- 2017: Ich vs. Ich
- 2017: Grabluft
- 2017: Hu$tla mit dem Colt (feat. Der Zirkel & Grafi)
- 2017: Innereien
- 2017: Harakiri
- 2017: Kalt
- 2018: Ruf die 110
- 2018: Fukushima
- 2019: Schande
- 2019: Stigmata (feat. Elias Fogg & Sagath)
- 2019: Verdorben (feat. BastiBasti & Shocky)
- 2019: Mølløch
- 2019: Aokigahara
- 2020: Pusherbag
- 2020: Familie
- 2021: Dreck (feat. Drave, MnYPnK & Deadmemxry)
- 2021: Blut (feat. Crystal F)
- 2021: Zatan Lebt! (feat. Swiss & Die Andern)
- 2021: Morast
- 2022: Loge
- 2022: Gehenna
- 2022: Wall of Z
- 2022: Herzstillstand
- 2022: Onyx
- 2023: Kill Shit (feat. King Iso)
- 2023 Tag 8 (feat. Sinizter)
- 2023: Messe (feat. Sagath & Fatal-M)
- 2023: Потоп (feat. Sagath & Fatal-M)
- 2023: Ziege II
- 2023:  F.O.S (Friss oder Sitrb) (feat. Der Zirkel)